# Manfred Kaiser
Manfred Kaiser (Zeitz, 7 de enero de 1929-Lindau, 15 de febrero de 2017) fue un entrenador y futbolista alemán que jugaba en la demarcación de centrocampista.

## Selección nacional
Jugó un total de 31 partidos con la selección de fútbol de Alemania Democrática. Hizo su debut el 20 de noviembre de 1955 en un partido amistoso contra Bulgaria celebrado en el Stadion der Weltjugend que finalizó con un resultado de 1-0 a favor del combinado alemán tras un gol de Willy Tröger en el minuto 23. Llegó a disputar la clasificación para la Copa Mundial de Fútbol de 1958, la clasificación para la Copa Mundial de Fútbol de 1962. También disputó la clasificación para la Eurocopa 1960 y la clasificación para la Eurocopa 1964. Su último encuentro lo jugó el 23 de febrero de 1964 contra Ghana en calidad de amistoso.

### Goles internacionales
| # | Fecha                    | Estadio                           | Oponente | Gol | Resultado | Competición                                          |
| - | ------------------------ | --------------------------------- | -------- | --- | --------- | ---------------------------------------------------- |
| 1 | 25 de septiembre de 1957 | Ninian Park, Cardiff, Reino Unido | Gales    | 3-1 | 4-1       | Clasificación para la Copa Mundial de Fútbol de 1958 |

## Clubes

### Como futbolista
| Club              | País     | Año       | Partidos | Goles |
| ----------------- | -------- | --------- | -------- | ----- |
| BSG Chemie Zeitz  | Alemania | 1946-1950 |          |       |
| BSG Wismut Gera   | Alemania | 1950-1955 | 134      | 40    |
| FC Erzgebirge Aue | Alemania | 1955-1965 | 253      | 15    |

### Como entrenador
| Club                         | País     | Año       |
| ---------------------------- | -------- | --------- |
| BSG Wismut Gera              | Alemania | 1965-1971 |
| BSG Chemie Zeitz             | Alemania | 1975-1977 |
| SV Hermsdorf                 | Alemania | 1977-1981 |
| SV Elstertal Silbitz/Crossen | Alemania | 1986-1993 |